# Tottarps landskommun
Tottarps landskommun var en tidigare kommun i dåvarande Malmöhus län.

## Administrativ historik
Kommunen bildades i Tottarps socken i Bara härad i Skåne när 1862 års kommunalförordningar trädde i kraft. 
21 november 1913 inrättades Åkarps municipalsamhälle här och i Burlövs landskommun
Vid kommunreformen 1952 uppgick kommunen och municipalsamhället i Staffanstorps landskommun som 1971 ombildades till Staffanstorps kommun.

## Politik

### Mandatfördelning i Tottarps landskommun 1942-1946
| 9 | 11 |

| 19 |

| 9 | 11 |

| 20 |